# Sint-Machariuskapel (Laarne)

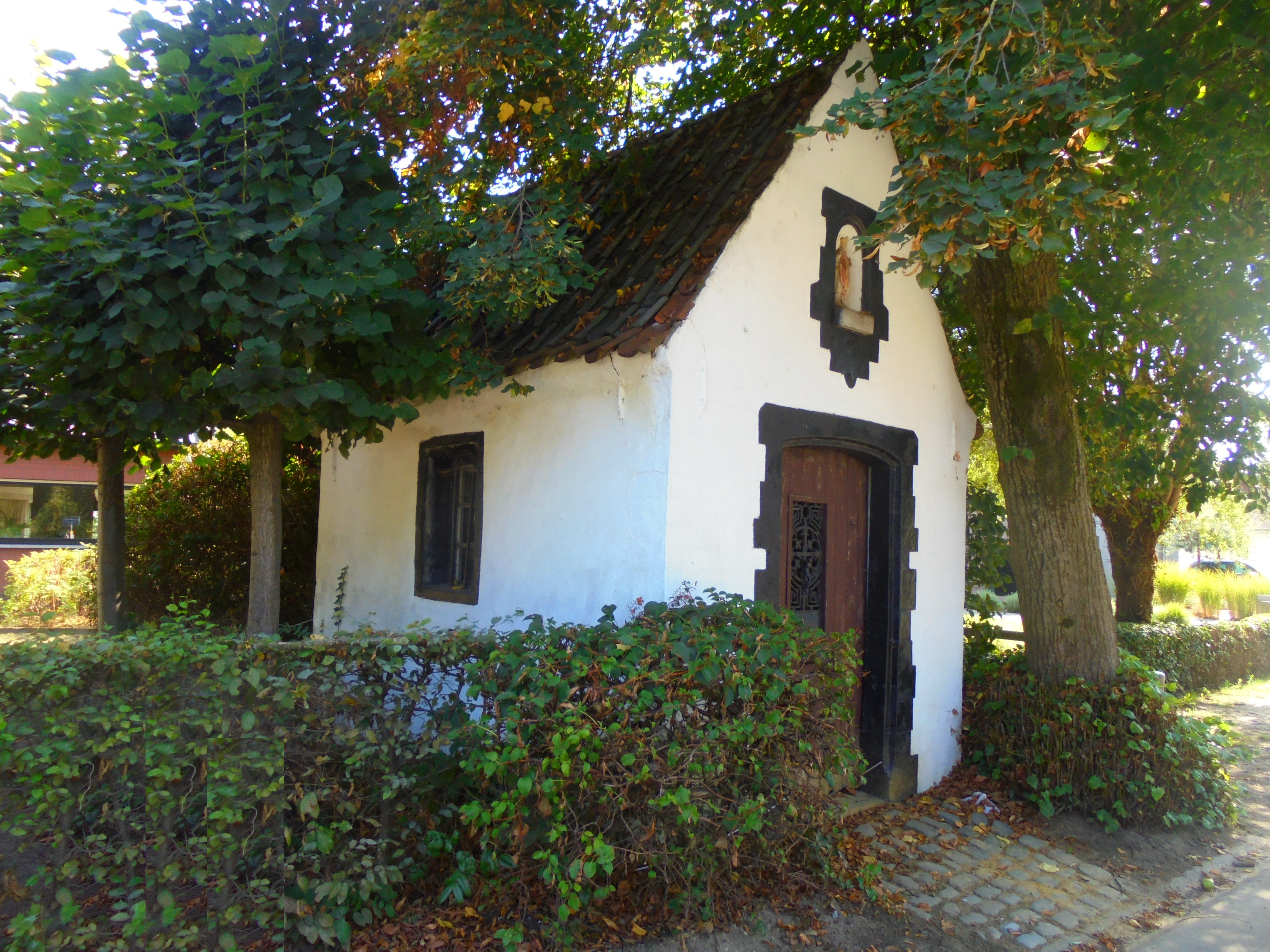
Sint-Machariuskapel

De Sint-Machariuskapel is een kapel in de Oost-Vlaamse plaats Laarne, gelegen aan de Termstraat. De kapel is gewijd aan Sint-Macharius (ook wel als Sint-Macarius gespeld).

## Geschiedenis
In 1120 was al sprake van de aan Sint-Macharius gewijde parochiekerk. In 1456 werd al melding van een Sint-Machariusbroederschap gemaakt. In 1621 en ook in 1790 werd de broederschap heropgericht. In 1614 werd voor het eerst een Sint-Machariuskapel vermeld. Tijdens de pestepidemie in de 17e eeuw en de cholera-epidemie in de eerste helft van de 19e eeuw herleefde de devotie voor Sint-Macarius. Ook in de 21e eeuw vindt de Sint-Machariusprocessie, waarbij de Sint-Machariuskapel één der halteplaatsen is, nog plaats.

## Kapel
De huidige kapel is van midden 18e eeuw, In 1761 werd melding gemaakt van een nieuw gebouwde kapel met daarin een Machariusbeeld dat voordien aan een linde was bevestigd.
Het is een eenvoudige kapel op rechthoekige plattegrond, onder zadeldak. Het interieur wordt overkluisd door een korfbooggewelf. Tot de kapel behoort een groot gepolychromeerd Machariusbeeld dat uit de 16e eeuw stamt maar slechts tijdens de processie in de kapel wordt geplaatst.